# Zubčice
Zubčice (en allemand : Subschitz) est une commune du district de Český Krumlov, dans la région de Bohême-du-Sud, en République tchèque. Sa population s'élevait à 420 habitants en 2020.

## Géographie
Zubčice se trouve à 7 km à l'est-sud-est du centre de Český Krumlov, à 21 km au sud-sud-ouest de České Budějovice et à 143 km au sud de Prague.
La commune est limitée par Mojné au nord, par Velešín et Zvíkov à l'est, par Netřebice et Věžovatá Pláně au sud, et par Mirkovice à l'ouest.

## Histoire
La première mention écrite du village date de 1358.

## Administration
La commune compte trois hameaux :
- Markvartice
- Zubčice
- Zubčická Lhotka

qui forment une division cadastrale unique.